# Bohdan Jelínek
Bohdan Jelínek (ur. 22 czerwca 1851 w Cholticach, zm. 19 maja 1874 tamże) – czeski poeta i pisarz. Przyjaciel pisarzy Aloisa Jiráska oraz Jaroslava Vrchlickiego.

## Życiorys
Urodził w Cholticach w rodzinie Václava Jelínka, lokaja miejscowego hrabiego. Ukończył gimnazjum w Hradcu Králové, gdzie już pisał wiersze, które ukazywały się w praskich gazetách oraz czasopismach. Po ukończeniu studiów postanowił studiować medycynę na Uniwersytecie Karola w Pradze, ale z powodu poważnej choroby nie ukończył Uniwersytetu i został urzędnikiem pocztowym w miejscu swego urodzenia.
Początkowo sądzono, że przyczyną choroby jest nieleczone zapalenie płuc, ponieważ Jelínek mocno się przeziębił już w połowie drugiego roku szkolnego podczas studiów w hradeckim gimnazjum, i od tej pory gorszył się stan jego zdrowia. Później okazało się, że to gruźlica. Ta choroba nadal się pogarszała i Jelínek zmarł w Cholticach, miesiąc przed swoimi 23. urodzinami.

## Twórczość
Sam nazwał siebie „poetą miłości i wspomnień“. W jego poezji jest pokrewieństwo z pracą niemieckiego romantyka Heinricha Heinego, poety francuskiego Alfreda de Musset oraz Rosjanina Siergieja Jesienina. Jego pierwsze wiersze są podobne do poezji najbardziej znanego czeskiego poety romantycznego – Karla Hynka Máchy, szkice oraz ballady do Jana Nerudy. Jego poezja miłosna jest przypomnieniem napotkanych dziewcząt i kobiet, zwłaszcza Augustýny Schulz, pierwszej miłości ze studiów hradeckich, Leontýnie Schick z Pragi i Marii Drobnej z Choltic, ale głosi również pochwałę natury.
Motywem jego prozy są bieda, śmierć, miłość oraz rozczarowanie ówczesnym światem.
Niektóre jego wiersze i opowieści zostały opublikowane w czasopismach (Květy, Lunír, Světozor, Zlatá Praha), większości jego wierszy jednak nie opublikowano. W chwili, gdy wyczuwa bliskość śmierci, Bohdan Jelínek zaczyna zbierać swoje wiersze do przygotowanego zbioru poezji. Swój plan nie dokończył i po jego śmierci prace kontynuował przyjaciel Jaroslav Vrchlický. W końcu jego prace zostały wydane w 1880 roku pod wspólną nazwą: “Spisy veršem i prosou”.